# Johann Anton von Tillier

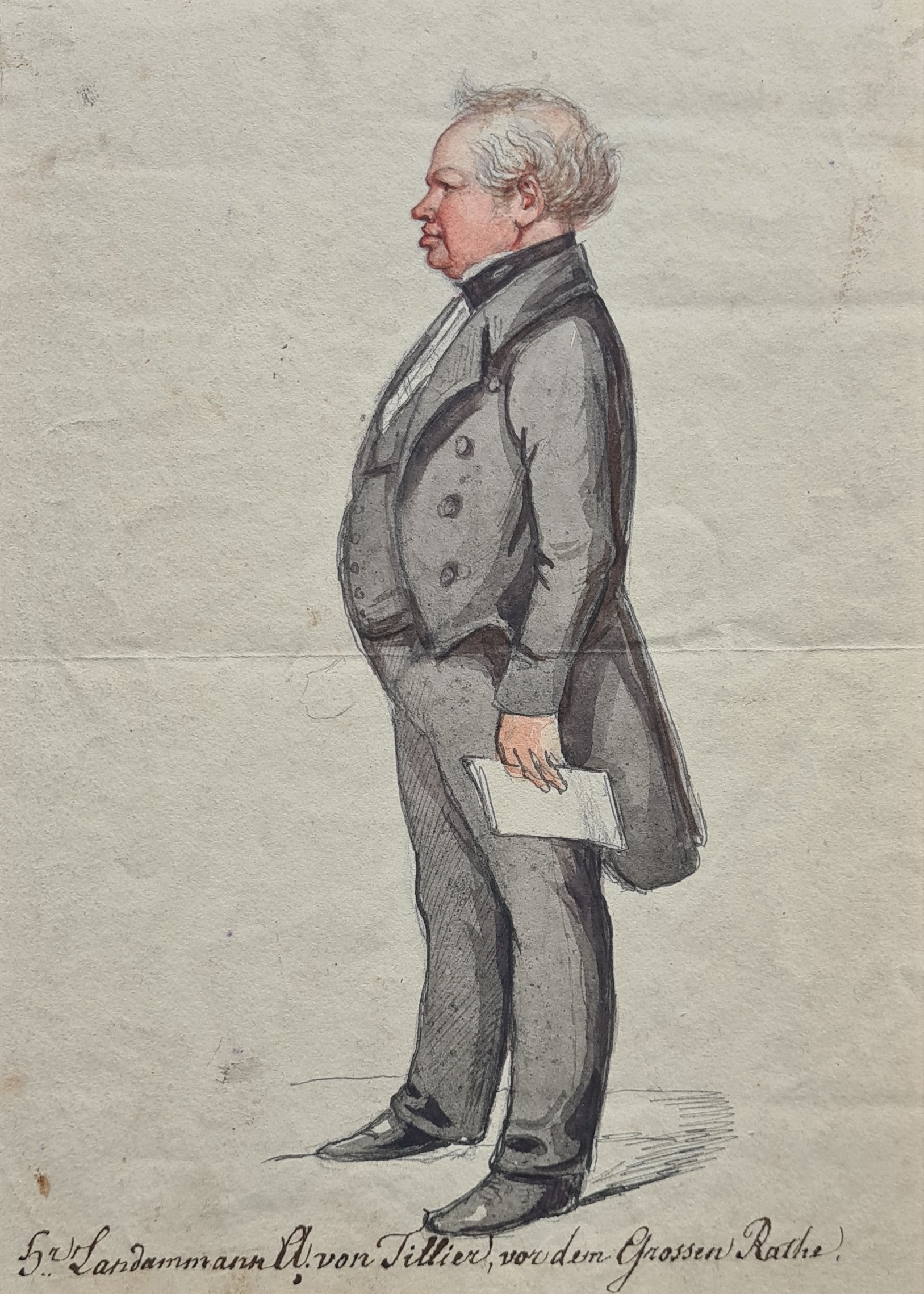
Johann Anton von Tillier, Zeichnung von Heinrich von Arx (zugeschrieben) (um 1837)

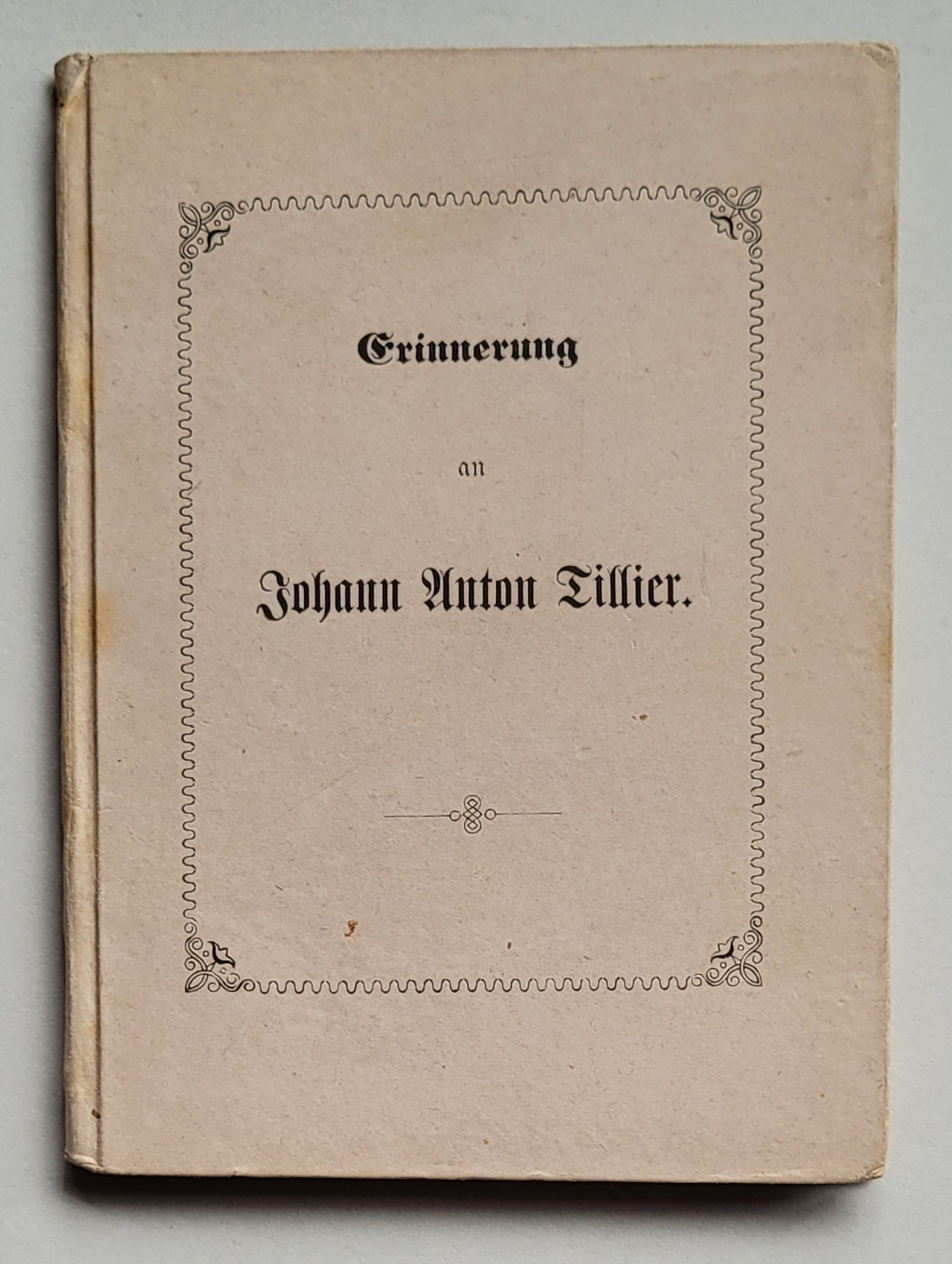
Denkschrift Erinnerung an Johann Anton Tillier, verfasst durch Bernhard Zeerleder, in Mannheim bei Hogrefe in 20 Exemplaren gedruckt (1854)

Johann Anton von Tillier (XIII.) (* Januar 1792 in Bern; getauft am 24. Januar 1792; † 16. Februar 1854 in München) war ein Schweizer Historiker und Politiker  und entstammte der Berner Patrizierfamilie Tillier.

## Leben
Johann Anton von Tillier studierte von 1809 bis 1811 an der Universität Genf und von 1811 bis 1813 an der Universität Jena Geschichte und Rechtswissenschaften. In Jena schloss er sich dem Corps Vandalia an und nahm an der dortigen liberalen Erhebung teil. Nach Abschluss des Studiums trat er in den Berner Staatsdienst ein. Er besass das bernische Burgerrecht und das Gesellschaftsrecht zu Mittellöwen.
Politisch wirkte Tillier auf kommunaler, kantonaler und eidgenössischer Ebene. Er war von 1829 bis 1832 Präsident der Stadtpolizeikommission und ab 1831 Stadtrat von Bern. Dem Grossen Rat des Kantons Bern gehörte er ununterbrochen von 1823 bis 1850 an. 1837 wurde zum Berner Landammann gewählt. 1846/1847 und 1848/1849 war er Präsident des Kantonsparlaments. Von 1824 bis 1831 war er Berner Appellationsrichter. 1830 und 1841 gehörte er dem Berner Regierungsrat an. Von 1831 bis 1832 wirkte er in der Regenerationsregierung mit. 1836, 1841, 1846 und 1848 war er Gesandter des Kantons Bern an der Tagsatzung. 1848 trat er mit Erfolg zu den ersten eidgenössischen Parlamentswahlen an und gehörte bis 1851 dem Schweizer Nationalrat an. Hier trat er für eine Amnestie des Sonderbundes ein. Nach seiner Nichtwiederwahl 1851 ging er nach München. Stets kontinuierlich neben seiner aktiven politischen Tätigkeit widmete er sich selbständig der Geschichtsschreibung. Annalistisch beschrieb er zum einen die Berner Geschichte vom Mittelalter bis zum Ende des Ancien Régime und zum andern die Schweizergeschichte von der Helvetik bis zum Beginn des Bundesstaates. Er gilt als der bedeutendste bernische Geschichtsschreiber des 19. Jahrhunderts. Als Historiker hob er den stellvertretenden Wert der Bernergeschichte für die Schweizergeschichte hervor.

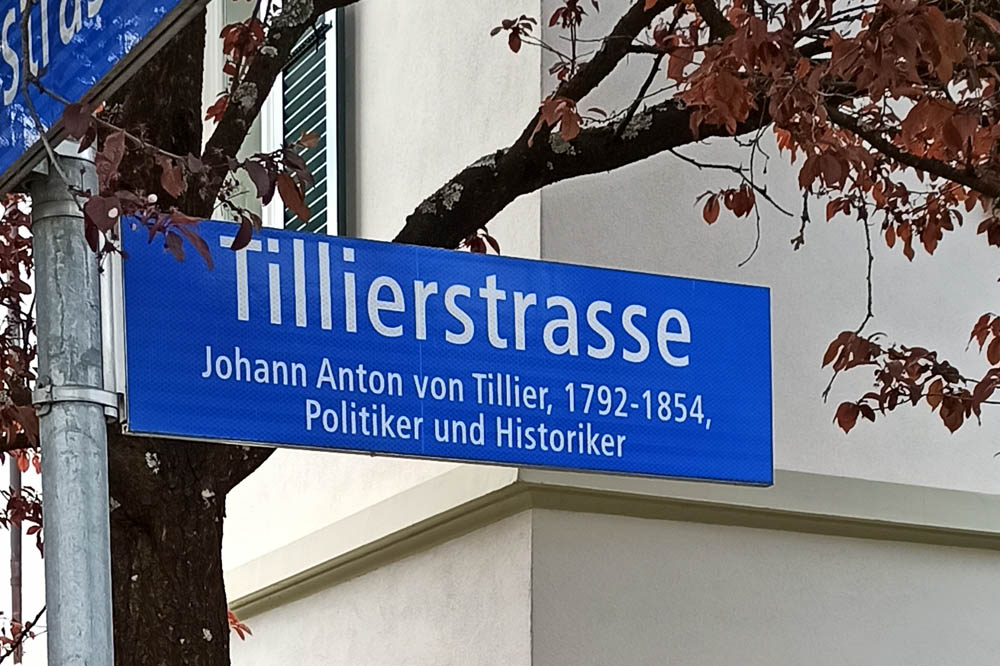
Tillierstrasse in Bern

Die Tillierstrasse in Bern ist nach ihm benannt.

## Werke
- Geschichte der europäischen Menschheit im Mittelalter. 4 Bände. 1829–1830.
- Geschichte des eidgenössischen Freistaates Bern von seinem Ursprunge bis zu seinem Untergange im Jahre 1798. 5 Bände. 1838–1839 (online bei der UB Bern).
- Geschichte der Helvetischen Republik (1798–1803). 3 Bände. 1843.
- Geschichte der Eidgenossenschaft unter der Herrschaft der Vermittlungsakte (1803–1813). 2 Bände. 1845–1846.
- Geschichte der Eidgenossenschaft während der sogenannten Restaurationsepoche (1814–1830). 3 Bände. 1848–1850.
- Geschichte der Eidgenossenschaft während der Zeit des sogeheissenen Fortschrittes, von dem Jahre 1830 bis zur Einführung der neuen Bundesverfassung im Herbste 1848. 3 Bände. 1854–1855.